# 李惠东
李惠东（1962年9月—），山东泰安人，男，回族，中华人民共和国政治人物。

## 生平
1985年9月参加工作，1996年2月加入中国国民党革命委员会。武汉水利电力学院动力系电厂化学专业本科毕业，中国原子能科学研究院核材料专业硕士毕业，北京科技大学金属腐蚀与防护专业博士学位。民革第十届、十一届、十二届中央常委；民革山东省第九届委员会委员，第十届委员会副主委；民革泰安市第二届委员会委员，第三届委员会副主委，第四届委员会主委。第十一届、十二届全国人大代表。第十届全国政协委员；山东省第八届政协委员。
1978年10月，在武汉水利电力学院动力系电厂化学专业学习。1982年7月，在中国原子能科学研究院核材料专业读硕士研究生。1985年9月，任中国原子能科学研究院反应堆工程研究所团总支副书记。1990年9月，在北京科技大学金属腐蚀与防护专业读博士研究生。
1994年7月，任山东矿业学院科研处副处长。1997年12月，任泰安市人民政府市长助理、副市长。2005年2月，任民革中央副秘书长、副秘书长兼调研部部长。2008年11月，任民革中央秘书长兼办公厅主任。2016年7月，任民革中央秘书长。2016年12月，当选为民革第十二届中央委员会副主席。
2013年，当选第十二届全国人民代表大会山东地区代表。2018年1月，当选第十三届全国政协委员。